# Інтеркаляційна сполука
Інтеркаляці́йна сполу́ка (рос. интеркаляционное соединение, англ. intercalation compound) — хімічна сполука, що утворюється в результаті інтеркаляції: оборотного включення, без ковалентного зв‘язування, молекулярних частинок певних реагентів у міжшаровий простір кристалічних речовин з шаруватим типом структури.
Сполука-господар, тверда, може бути макромолекулярною, кристалічною або аморфною. Може бути молекулярними комплексами з частковим переносом заряду або перерозподілом електронної густини між гостем (атомами металу або молекулами) і господарем (графітом, глинами). При інтеркаляції зберігається цілісність кристалічної структури господаря i лише збільшуються міжшарові віддалі та параметри ґраток.